# Mil Mi-6
Mil Mi-6 (tên hiệu của NATO "Hook") là một máy bay trực thăng vận tải hạng nặng của Xô viết/Nga do phòng thiết kế Mil thiết kế và chế tạo để hoạt động cả trong vai trò quân sự và dân sự.

## Thiết kế và Phát triển
Mi-6 cất cánh lần đầu tháng 7 năm 1957. Để chiếc máy bay to lớn này có thể cất cánh là một nhiệm vụ không hề dễ dàng; Mi-6 có một hộp số rất lớn, nặng hơn cả các động cơ của nó, và thường dùng cánh ngắn để làm giảm trọng lượng tải lên cánh quạt trong quá trình bay. Không chỉ giữ kỷ lục trong một thời gian dài là chiếc máy bay trực thăng lớn nhất thế giới, nó cũng là chiếc bay nhanh nhất với tốc độ 300 km/h. Khả năng chất tải tối đa của nó là 12.000 kg.
Khi chiếc trực thăng không lồ này được thiết kế trong giai đoạn 1954-56 nó lớn hơn nhiều so với chiếc lớn nhất thế giới thời ấy, và thậm chí ở thời điểm hiện nay các yếu tố động lực về động cơ, hộp số, cánh quạt và trục lái (drive shaft) của nó vẫn được coi là đỉnh cao. Khi mới xuất hiện, Mi-6 đã thiết lập nhiều kỷ lục thế giới, gồm một kỷ lục bay vòng tròn với tốc độ hơn 211 mph (340 km/h). Trong giai đoạn 1959-72 tổng cộng ít nhất 500 chiếc đã được chế tạo để hoạt động trong nhiều lĩnh vực từ vận tải, công cộng, cứu hoả và cần cẩu bay, cấu hình cho cứu hoả và cần cẩu bay không được trang bị các cánh cứng lớn có vai trò làm tăng lực nâng và tốc độ như các cấu hình khác. Một điều khá ngạc nhiên, bánh đúp phía trước và lốp chính áp suất thấp phía sau không thụt vào được. Thông thường tổ bay Mi-6 không ít hơn 5 người, nó có thể chở 65 quân được trạng bị đầy đủ vũ khí và có thể thay đổi để mang được 41 cáng thương cùng hai người phục vụ, hay mang nhiều loại vật dụng khác gồm cả xe cộ, lên theo cửa sau. Trong thực tế các phi đội Mi-6 đã đảm nhiệm nhiều phi vụ vận chuyển các loại vũ khí rất ấn tượng, gồm cả các rocket Frog trên xe phóng bánh xích PT-76 của chúng, cũng như nhiều trạm radar lớn và pháo hạng nặng. Tất cả những chiếc APC (Xe thiết giáp chở quân) Xô viết, xe thiết giáp hạng nhẹ, MICV (phương tiện chiến đấu bộ binh cơ giới) đều có thể được vận chuyển bằng Mi-6.

## Lịch sử hoạt động
Phi công thử nghiệm N.B. Leshin đã lập kỷ lục thế giới về tốc độ. Sự kiện này đã được Hiệp hội Trực thăng Hoa Kỳ chứng nhận.
Một số nhỏ Mi-6 vẫn đang hoạt động, chủ yếu tại Siberia cộng thêm vài chiếc tại Cộng hoà Nhân dân Trung Hoa. Không quân Nga hiện có 5 chiếc Mi-6.

## Biến thể

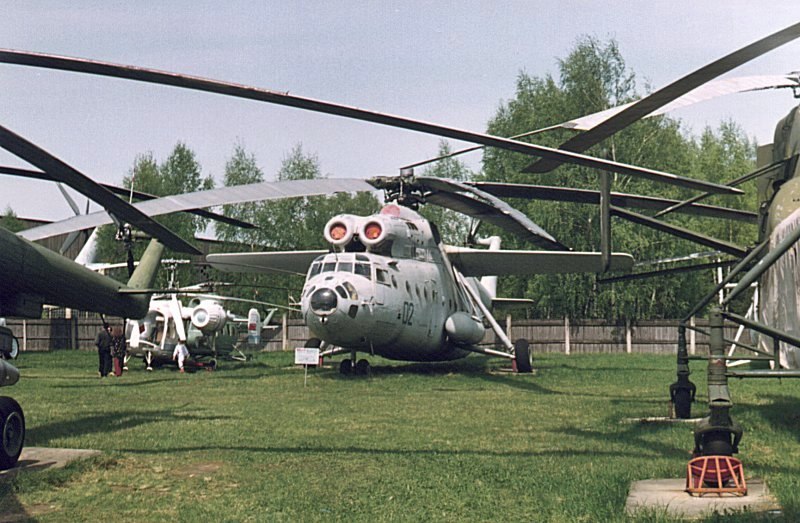

- V-6: Loạt mẫu thử đầu tiên (Zavod No.329 Moscow)
- Mi-6 (NATO - Hook-A): Trực thăng vận tải hạng nặng.
- Mi-6A: Trực thăng vận tải dân sự.
- Mi-6T (NATO – Hook-A):
- Mi-6VKP (NATO – Hook-B):
- Mi-6BUS (NATO – Hook-C): (còn gọi là Mi-6AYa và Mi-22)
- Mi-6AYaSh (NATO – Hook-D): (còn gọi là Mi-6VUS và Mi-6VzPU)
- Mi-6L: (còn gọi là Mi-6LL: Letayushchaya laboratoriya)
- Mi-6M:
- Mi-6P:
- Mi-6PP:
- Mi-6PR: (Protivodeystviya Radiorazvedke)
- Mi-6PRTBV:
- Mi-6PS:
- Mi-6PSA:
- Mi-6PZh và Mi-6PZh2:
- Mi-6R: (Retranslyator)
- Mi-6RVK:
- Mi-6S:
- Mi-6TP:
- Mi-6TZ: (còn gọi là Mi-6ATZ)
- Mi-6VR "Vodoley":
- Mi-6?:

## Quốc gia sử dụng

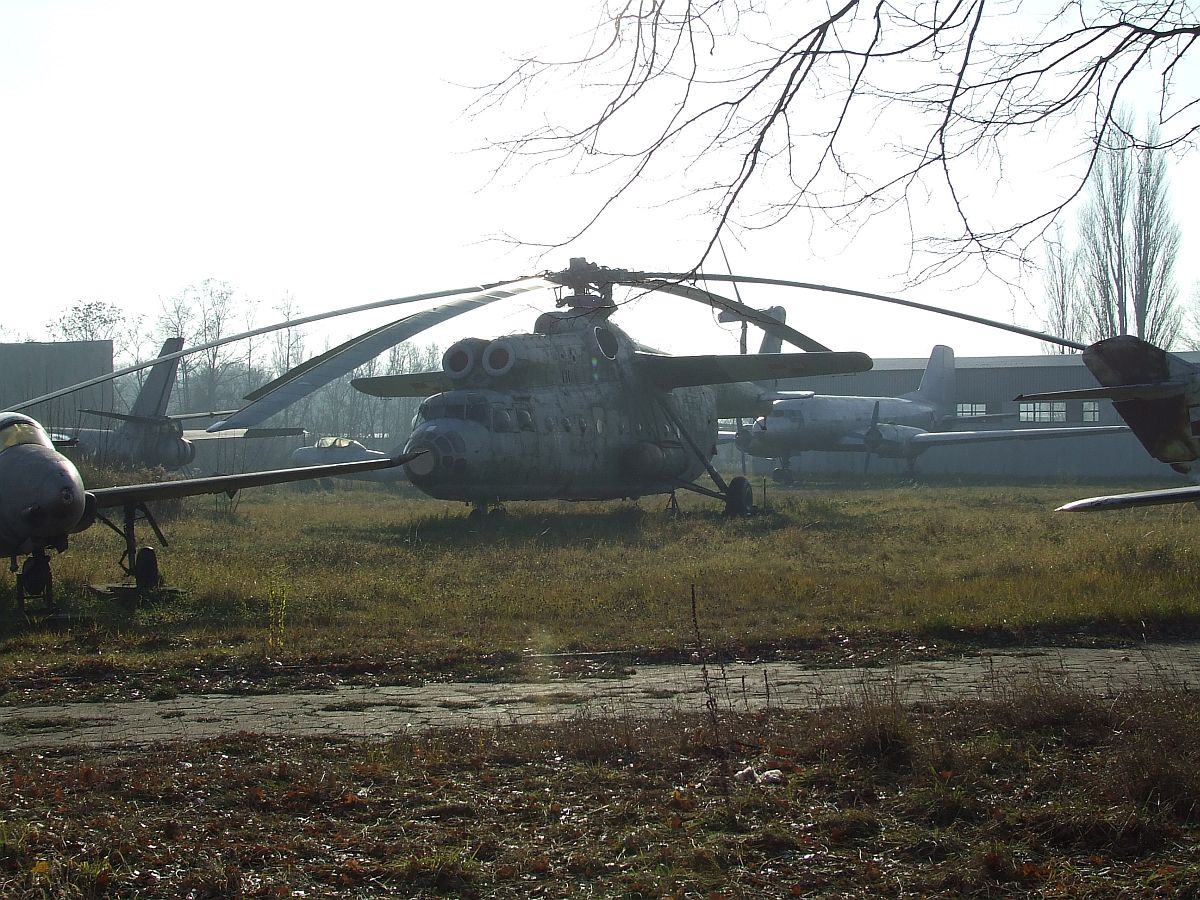
Mi-6 của Không quân Ba Lan trước đây được trưng bày tại sân bay Lublinek gần Łódź

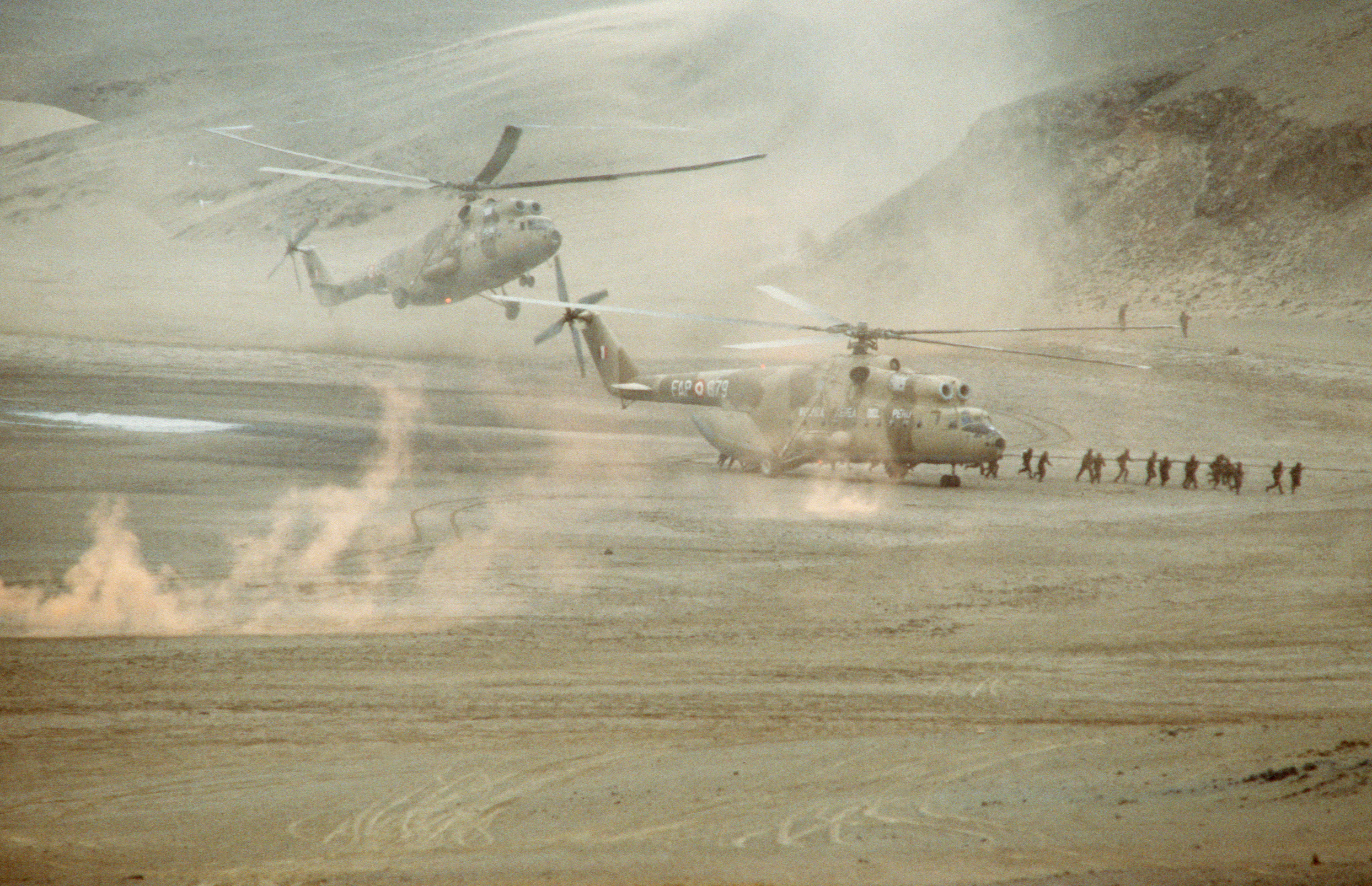
Mil Mi-6 của Peru năm 1984.

### Quân sự
Algérie
- Không quân Algeria[3]

 Belarus
- Không quân Belarus[4]

 Trung Quốc
- Quân giải phóng nhân dân[5]

 Ai Cập
- Không quân Ai Cập[6]

 Ethiopia
- Không quân Ethiopia[7]

 Indonesia
- Không quân Indonesia[8]

 Iraq
- Không quân Iraq[9]

 Kazakhstan
- Không quân Kazakh[10][11]

 Lào
- Không quân Lào[12]

 Perú
- Không quân Peru[13]
- Lục quân Peru[13]

 Ba Lan
- Không quân Ba Lan[14]

 Nga
- Không quân Nga[15]

 Ukraina
- Không quân Ukraina[16]

 Liên Xô
- Aeroflot[17][18]
- Không quân Liên Xô[19]

 Việt Nam
- Không quân Nhân dân Việt Nam[20]

## Tính năng kỹ chiến thuật (Mi-6)
Dữ liệu lấy từ Jane's All The World's Aircraft 1992–93
Đặc điểm tổng quát
- Kíp lái: 6
- Sức chứa: 

  - 90 hành khách hoặc
  - 70 lính dù hoặc

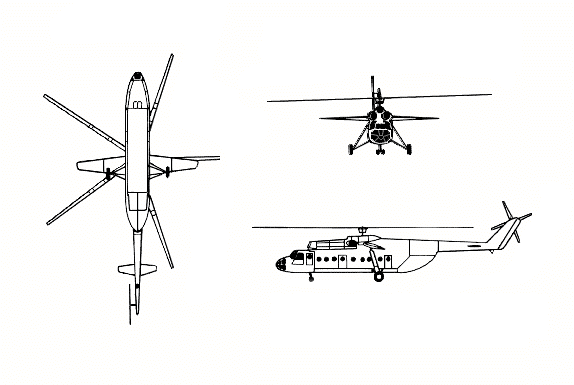
Hình vẽ 3 chiều Mi-6

  - 41 cáng tải thương với 2 nhân viên y tế hoặc hàng hoá tương đương
- Tải trọng: 12.000 kg (26.400 lb)
- Chiều dài: 33,18 m (108 ft 10 in)
- Đường kính rô-to: 35 m (114 ft 10 in)
- Chiều cao: 9,86 m (32 ft 4 in)
- Diện tích đĩa quay: 962,1 m² (10.356 ft²)
- Trọng lượng rỗng: 27.240 kg (60.055 lb)
- Trọng lượng có tải: 40.500 kg (89.285 lb)
- Trọng lượng cất cánh tối đa: 42.500 kg (93.700 lb)
- Động cơ: 2 × Soloviev D-25V kiểu turboshaft, 4.100 kW (5.500 shp)  mỗi chiếc
- Nhiên liệu: 6.315 kg (13.922 lb)

 Hiệu suất bay 
- Vận tốc cực đại: 300 km/h (162 kt)
- Vận tốc hành trình: 250 km/h (135 kt)
- Tầm bay: 620 km (385 dặm)
- Tầm bay chuyển sân: 1.450 km (900 dặm)
- Trần bay: 4.500 m (14.750 ft)
- Tải trên đĩa quay: 44,17 kg/m² (9,05 lb/ft²)
- Công suất/trọng lượng: 0,21 kW/kg (0,13 hp/lb)